# Sarah Ryan
Sarah Michelle Ryan (Adelaida, 20 de febrero de 1977) es una exnadadora australiana especializada en pruebas de estilo libre, donde consiguió ser subcampeona olímpica en 1996 en los 4 x 100 metros estilos.

## Carrera deportiva
En los Juegos Olímpicos de Atlanta 1996 ganó la medalla de plata en los relevos de 4 x 100 metros estilos (nadando el largo de estilo libre), con un tiempo de 4:05.08 segundos, tras Estados Unidos (oro) y por delante de China (bronce).